# Auguste Lazar

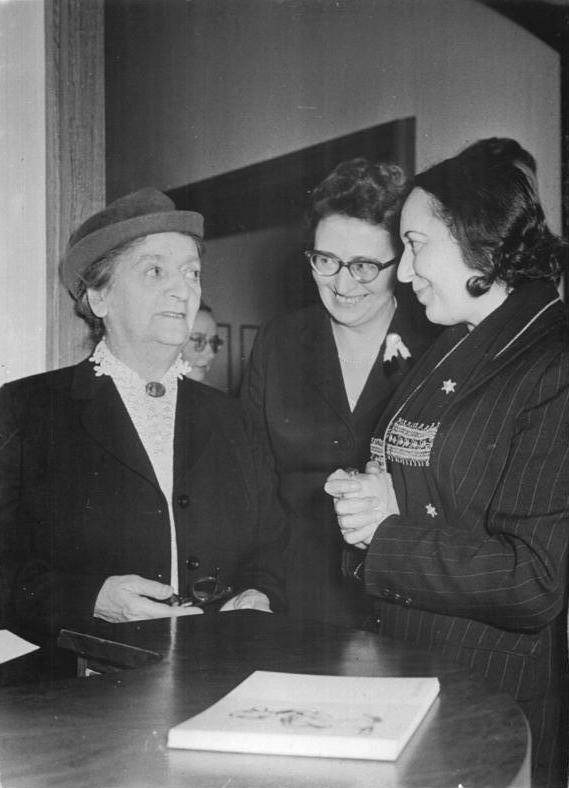
17. Januar 1959 in Ostberlin:
Auguste Lazar (links) im Gespräch mit
Ilse von Kamptz und Lea Grundig (rechts)

Auguste Lazar (* 12. September 1887 in Wien, Österreich-Ungarn; † 7. April 1970 in Dresden; auch Augusta Wieghardt-Lazar, Pseudonym Mary MacMillan) war eine österreichisch-deutsche Schriftstellerin.

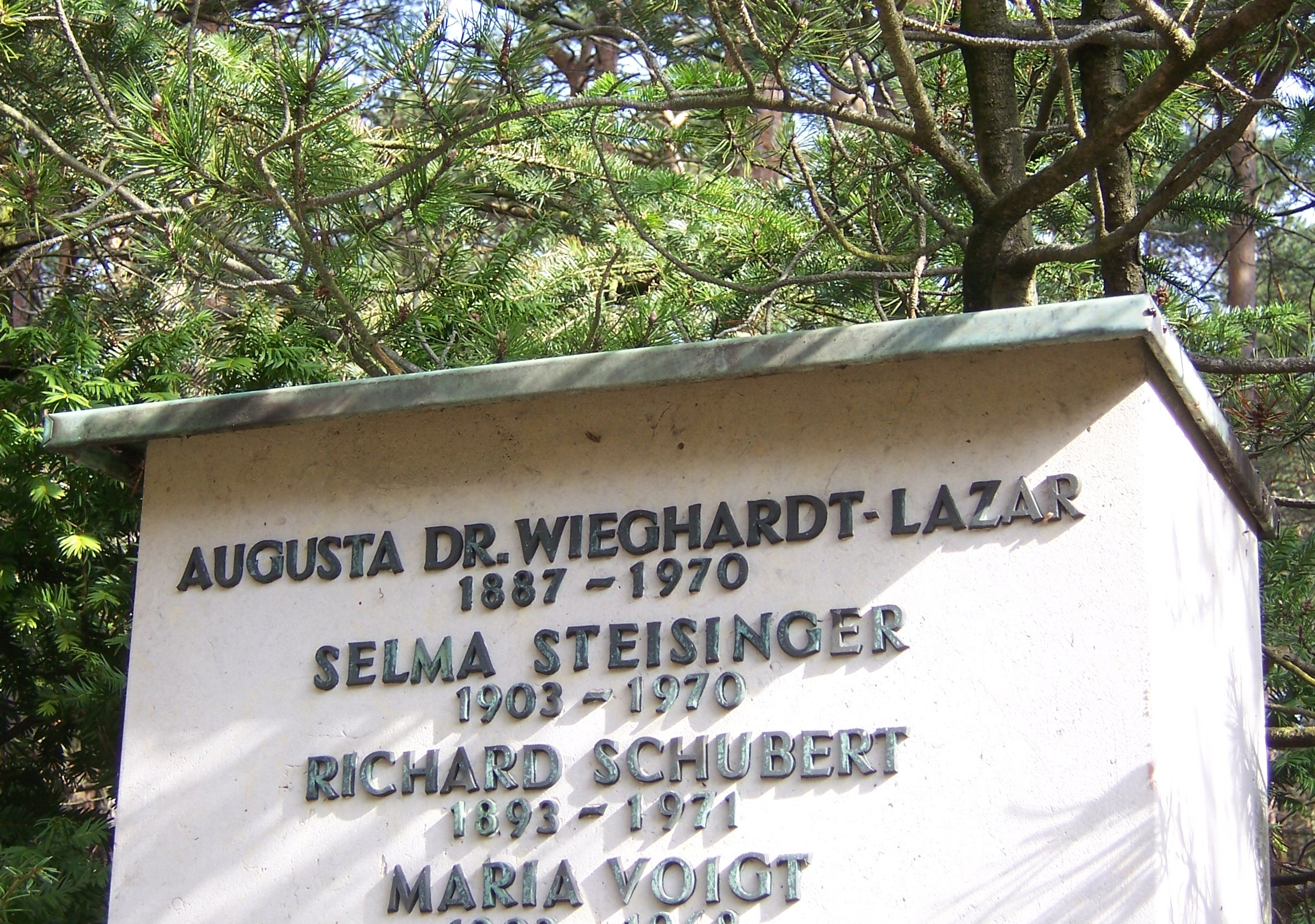
Grab von Auguste Lazar auf dem Heidefriedhof in Dresden

## Leben
Auguste Lazar entstammte einer vermögenden und kinderreichen jüdischen Familie. Sie studierte Germanistik und promovierte 1916 in Wien über E. T. A. Hoffmann. Anschließend wurde sie Lehrerin an mehreren reformpädagogischen Anstalten. 1920 siedelte sie mit ihrem Mann, dem Mathematikprofessor Karl Wieghardt, nach Dresden über (zuerst Johannstadt, später Gruna).
Auguste Lazar war eng befreundet mit den in Dresden lebenden bildenden Künstlern Lea Grundig und Hans Grundig und der Familie von Victor Klemperer, seinen Brüdern und seinem Cousin Otto Klemperer, ebenso mit ihrer früheren Schülerin Helene Weigel und Rudolf Leonhard. 1924 verstarb ihr Ehemann. Nach 1933 arbeitete sie illegal im antifaschistischen Widerstand, bis sie 1939 nach England emigrieren musste. Dort arbeitete sie bis 1949 als Köchin, bis sie dann wieder nach Dresden zurückkehren konnte.
Sie schrieb bevorzugt Kinderbücher, in denen sie intensiv Fragen der politischen Entwicklung behandelte, und unterstützte jahrelang und engagiert junge Autoren. Ihr bekanntestes Kinderbuch Sally Bleistift in Amerika erschien 1935 unter dem Pseudonym Mary Macmillan in Moskau. In der DDR war sie zusammen mit Alex Wedding prägend für Autoren sozialistischer Kinderliteratur. 1953 erhielt sie den Karl-Marx-Orden, 1957 den Vaterländischen Verdienstorden in Bronze und 1962 in Silber sowie 1959 den Martin-Andersen-Nexö-Kunstpreis der Stadt Dresden.
Sie starb 1970 in Dresden. Ihr Grab befindet sich auf dem Heidefriedhof. Die Auguste-Lazar-Straße im Dresdner Stadtteil Zschertnitz trägt ihren Namen.
Ihre jüngste Schwester Maria Lazar (1895–1948) war ebenfalls Schriftstellerin.

## Werke (Auswahl)
- Mary MacMillan: Sally Bleistift in Amerika. Illustrationen Alex Keil. Verlagsgenossenschaft ausländischer Arbeiter in der UdSSR, Moskau, Leningrad 1935. (Globus-Verlag, Wien 1947; Sachsenverlag, Dresden 1948.)
- Bootsmann Sibylle. Kinderbuchverlag, Berlin 1953.
- Jan auf der Zille. Eine Jugenderzählung aus dem Jahre 1934 . Sachsenverlag, Dresden 1950. (8. Aufl. Kinderbuchverlag, Berlin 1964)
- Der neue Däumling. Kinderbuchverlag, Berlin 1954.
- Arabesken. Aufzeichnungen aus bewegter Zeit. Dietz Verlag, Berlin 1957. (7., erw. Aufl. Dietz Verlag, Berlin 1977)
- Jura in der Leninhütte. Der Jugend erzählt. Dietz Verlag, Berlin 1959.
- Die Schreckensherrschaft und das Glück der Anette Martin. Kinderbuchverlag, Berlin 1961.
- Schach dem König! Phantastische und nüchterne Bilder aus der Französischen Revolution. Dietz Verlag, Berlin 1964.
- Die Brücke von Weißensand. Kinderbuchverlag, Berlin 1965.
- Lea Grundig zum 60. Geburtstag. In: Bildende Kunst . Hrsg. Verband Bildender Künstler der Deutschen Demokratischen Republik. 1966, 4, S. 181–185.
- Eva Schulze-Knabe 60 Jahre alt. In: Bildende Kunst . Hrsg. Verband Bildender Künstler der Deutschen Demokratischen Republik. 1967, S. 237–241.
- Akelei und das Wurzelmännchen. Kinderbuchverlag, Berlin 1970.